# Savage (álbum)
Savage es el séptimo álbum de estudio del dúo británico Eurythmics, publicado en 1987. El álbum escaló hasta la posición No. 7 en las listas de éxitos del Reino Unido y fue certificado como disco de platino por la BPI, por obtener ventas superiores a 300 000 copias.

## Lista de canciones
| N.º | Título                                | Duración |  |
| 1.  | «Beethoven (I Love to Listen To)»     | 4:48     |  |
| 2.  | «I've Got a Lover (Back in Japan)»    | 4:25     |  |
| 3.  | «Do You Want to Break Up?»            | 3:38     |  |
| 4.  | «You Have Placed a Chill in My Heart» | 3:50     |  |
| 5.  | «Shame»                               | 4:23     |  |
| 6.  | «Savage»                              | 4:10     |  |
| 7.  | «I Need a Man»                        | 4:21     |  |
| 8.  | «Put the Blame on Me»                 | 3:44     |  |
| 9.  | «Heaven»                              | 3:28     |  |
| 10. | «Wide Eyed Girl»                      | 3:29     |  |
| 11. | «I Need You»                          | 3:22     |  |
| 12. | «Brand New Day»                       | 3:42     |  |